# Armand Van den Roye
Armand Van den Roye (Lier, 19 januari 1891 - 1949) was een Belgische atleet en voetballer. Als atleet was hij gespecialiseerd in het discuswerpen en het speerwerpen. Hij werd eenmaal Belgisch kampioen.. Als voetballer was hij actief als doelman.

## Biografie
Van den Roye was tussen 1906 en 1922 actief als doelman bij Lierse. Later werd hij bij die club ook bestuurslid.
In 1920 werd Van den Roye Belgisch kampioen speerwerpen.
Verder was Van den Roye ook actief als turner en nadien ook bestuurslid bij Lierse Turnkring.

## Belgische kampioenschappen
| Onderdeel   | Jaar |
| ----------- | ---- |
| speerwerpen | 1920 |

## Persoonlijk record
| Onderdeel   | Prestatie | Datum        | Plaats    |
| ----------- | --------- | ------------ | --------- |
| speerwerpen | 42,68 m   | 27 juni 1920 | Antwerpen |

## Palmares

### discuswerpen
- 1911:  BK AC – 28,29 m
- 1913:  BK AC – 30,91 m

### speerwerpen
- 1914:  BK AC – 37,24 m
- 1919:  BK AC – 37,14 m
- 1920:  BK AC – 42,68 m